# Indygówka szafirowa
Indygówka szafirowa, łuszczyk szafirowy (Cyanocompsa parellina) – gatunek małego ptaka z rodziny kardynałów (Cardinalidae).

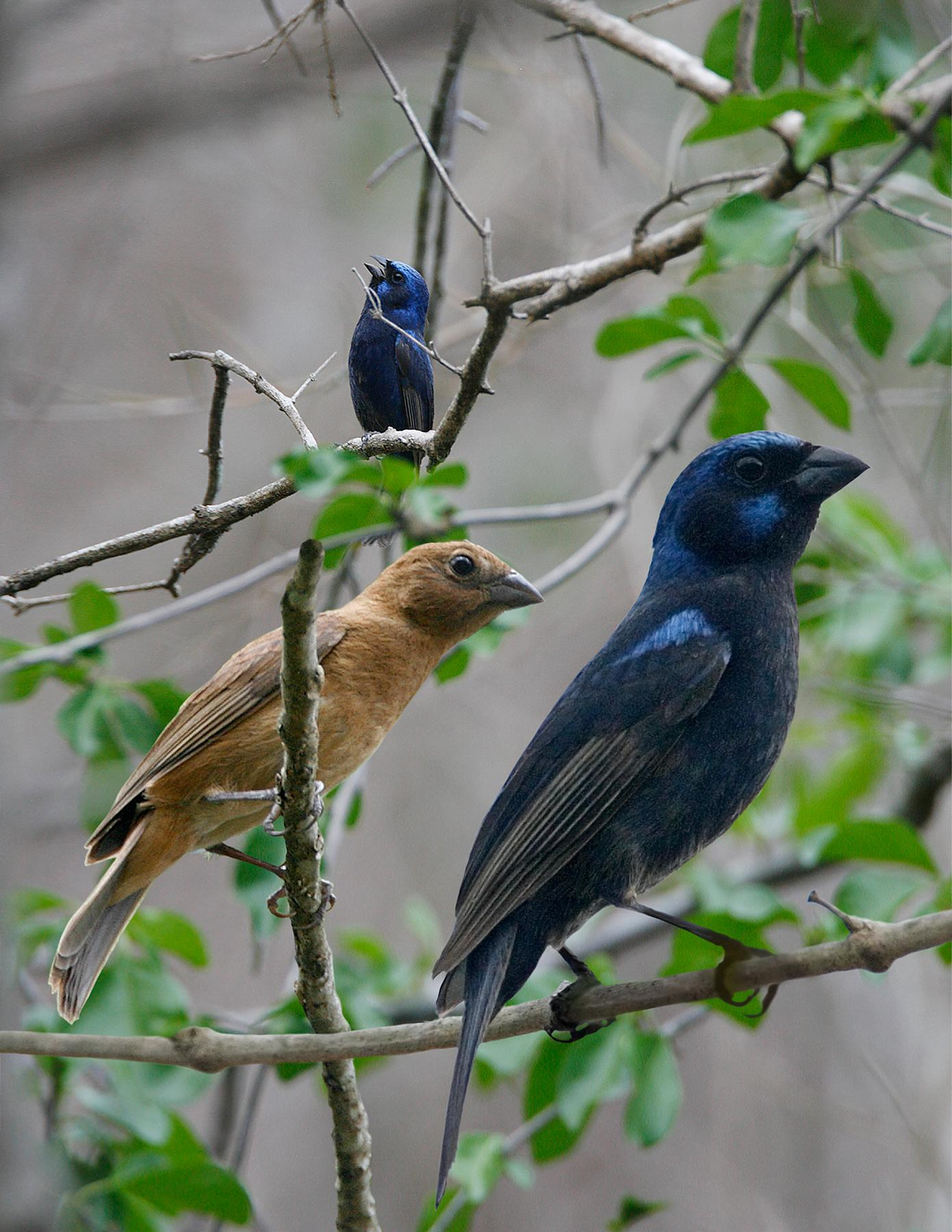
Samce i samica

## Występowanie
Indygówka szafirowa występuje w zależności od podgatunku:
- C. parellina beneplacita – północno-wschodni Meksyk
- indygówka błękitna (C. parellina indigotica) – zachodni i południowo-zachodni Meksyk
- C. parellina lucida – północno-wschodni i wschodni Meksyk
- indygówka szafirowa (C. parellina parellina) – wschodni i południowo-wschodni Meksyk do Nikaragui

## Systematyka
Takson po raz pierwszy opisany przez Karola Bonaparte w 1850 roku pod nazwą Cyanoloxia parellina. Jako miejsce typowe autor wskazał Alvarado, w stanie Veracruz, w Meksyku.

## Status
IUCN uznaje indygówkę szafirową za gatunek najmniejszej troski (LC, Least Concern) nieprzerwanie od 1988 roku. Organizacja Partners in Flight szacuje (2019), że liczebność populacji zawiera się w przedziale 50 000 – 499 999 dorosłych osobników. Trend liczebności populacji oceniany jest jako spadkowy.